# Fu wo tataeru uta
Fu wo tataeru uta (負ヲ讃エル謳?) är en singel av det japanska rockbandet MUCC, släppt den 21 januari 2002. Singeln innehåller fyra spår varav en liveversion av låten "Orugooru" från albumet Antique. På CD:n finns dessutom en videoinspelning av samma framträdande av "Orugooru". Fu wo tataeru uta släpptes i en begränsad upplaga på 10 000 exemplar och knappt fem månader senare släpptes en remastrad andraupplaga av singeln. Andraupplagan innehöll bara de tre första spåren från den första upplagan.

## Låtlista
1. "Kimi ni sachi are" (君に幸あれ)
2. "Kare ga shinda hi" (友達(カレ)が死んだ日)
3. "Daikirai" (大嫌い)
4. "Orugooru" (オルゴォル)

### Andra upplagan
1. "Daikirai"
2. "Kare ga shinda hi"
3. "Kimi ni sachi are"